# Simon Mollyhus
Simon Weise Mollyhus (* 2. Juni 1983) ist ein dänischer Badmintonspieler. 

## Karriere
Simon Mollyhus gewann 2003 bei den Cyprus International sowohl die Mixed- als auch die Herrendoppelkonkurrenz. 2005 siegte er bei den Italian International, Iceland International und den French Open. 2009 war er bei den Norwegian International erfolgreich.

## Sportliche Erfolge
| Saison    | Veranstaltung           | Disziplin    | Platz | Name                                |
| --------- | ----------------------- | ------------ | ----- | ----------------------------------- |
| 2003      | Cyprus International    | Mixed        | 1     | Simon Mollyhus / Karina Sørensen    |
| 2003      | Cyprus International    | Herrendoppel | 1     | Peter Hasbak / Simon Mollyhus       |
| 2005      | Italian International   | Herrendoppel | 1     | Simon Mollyhus / Anders Kristiansen |
| 2005      | Iceland International   | Herrendoppel | 1     | Simon Mollyhus / Anders Kristiansen |
| 2005      | Croatian International  | Herrendoppel | 1     | Simon Mollyhus / Anders Kristiansen |
| 2005      | French Open             | Herrendoppel | 1     | Simon Mollyhus / Anders Kristiansen |
| 2005/2006 | EBU Circuit             | Herrendoppel | 1     | Simon Mollyhus / Anders Kristiansen |
| 2006      | Portugal International  | Herrendoppel | 1     | Simon Mollyhus / Anders Kristiansen |
| 2009      | Norwegian International | Herrendoppel | 1     | Rasmus Bonde / Simon Mollyhus       |